# Trôade

Mapa da Trôade

A Trôade(pt-BR) ou Tróade(pt-PT?) era uma antiga região na parte noroeste da Anatólia, circundada pelo Helesponto ao noroeste, pelo mar Egeu ao oeste e separada do resto da Anatólia pelo maciço que forma o monte Ida. Corresponde à atual província de Çanakkale, na Turquia.